# Luis Brandoni
Adalberto Luis Brandoni (Dock Sud, Província de Buenos Aires; 18 d'abril de 1940), més conegut com Luis Brandoni, és un primer actor i polític argentí, reconegut per haver participat en pel·lícules i sèries al seu país. Es va exercir com a diputat nacional per la UCR. És membre de l'Academia Porteña del Lunfardo.

## Biografia
Va debutar en teatre en 1962 i en televisió en 1963, va pertànyer a l'elenc de la Comèdia Nacional Argentina dirigida per Luisa Vehil.
De destacada actuació en teatre, cinema i televisió, va abandonar el país davant amenaces de la Triple A (Aliança Anticomunista Argentina) entre 1974 i 1975.
Va ser secretari general de l'Asociación Argentina de Actores entre 1974 i 1983.
El 1987 va guanyar el premi Cóndor de Plata de l'Asociación de Cronistas Cinematográficos de la Argentina per la pel·lícula Seré cualquier cosa, pero te quiero, i posteriorment el 1995 per Convivencia.

## Política
Luis Brandoni és militant de la Unió Cívica Radical (UCR) i en els últims anys ha format part d'aquest partit. En 1997 va ser elegit Diputat Nacional per la Província de Buenos Aires.
En 2005 va integrar la llista com a candidat a senador per la UCR per la província de Buenos Aires en les eleccions legislatives. La fórmula va obtenir un 8,04% dels vots i va aconseguir el quart lloc, insuficient per a accedir a la banca.
En les eleccions a governador de la Província de Buenos Aires de 2007 va secundar a Ricardo Alfonsín en la fórmula de la UCR com a candidat a sotsgovernador. Va obtenir el 5,06% dels vots.
En 2013, va ser precandidat a senador suplent, per la Ciutat Autònoma de Buenos Aires, integrant la llista "Juntos" del Frente Amplio UNEN.
El 2017 l'Asociación Argentina de Actores va emetre un dur comunicat on assenyalava el «menyspreu al que és democràtic» per part de Brandoni, que «la seva renúncia ens allibera de la càrrega ominosa de tenir-lo com a afiliat» que, durant el seu pas per la funció pública com a legislador d'extracció sindical, «amb la seva actitud va esborrar amb el colze el que va escriure amb la mà», i que «actua sent funcional als postulats i interessos econòmics que van ser l'origen de la dictadura. L'odi moltes vegades no permet veure la realitat.» Brandoni també va quedar al centre de l'escena per un comentari en el programa televisiu Intratables, on va qualificar de «vers» a la qualificació de «cívico-militar» del cop d'estat que va donar origen a l'última dictadura argentina.
L'11 de febrer de 2020 Brandoni va fer saber que no estava d'acord que Ricardo Alfonsín, el seu antic company de fórmula en 2007, acceptés el càrrec d'ambaixador a Espanya dient “És penós, obre l'esquerda a l'interior del radicalisme".
En 2021, va ser precandidat a diputat nacional per la Ciutat Autònoma de Buenos Aires, integrant la llista "Adelante Ciudad" de Juntos por el Cambio, encapçalada per Adolfo Rubinstein.

## Televisió

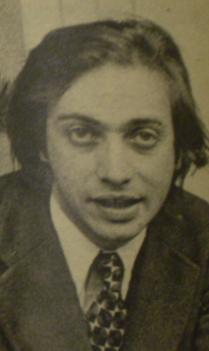
Brandoni el 1970.

| Any           | Programa                                                                          | Canal                        |
| ------------- | --------------------------------------------------------------------------------- | ---------------------------- |
| 1970          | Esta noche... miedo. De Alberto Migré                                             | Teleonce                     |
| 1970          | Éxitos de Nené Cascallar: (Una cualquiera-Secreto de muerte-Larga y oscura noche) | Teleonce                     |
| 1971          | Los grandes relatos: El Aleph-Macbeth-Noche terrible                              | Canal 7                      |
| 1984-1986     | Buscavidas                                                                        | eltrece                      |
| 1993          | Locos de contento                                                                 | Telefilm                     |
| 1993-1996     | Mi cuñado                                                                         | Telefe                       |
| 1999-2000     | Vulnerables                                                                       | eltrece                      |
| 2001          | Culpables                                                                         | eltrece                      |
| 2002          | Infieles                                                                          | Telefe                       |
| 2003          | Durmiendo con mi jefe                                                             | eltrece                      |
| 2005          | Una familia especial                                                              | eltrece                      |
| 2010          | Caín y Abel                                                                       | Telefe                       |
| 2011-2012     | El hombre de tu vida                                                              | Telefe                       |
| 2012          | Historias de corazón                                                              | Telefe                       |
| 2012          | Graduados                                                                         | Telefe                       |
| 2014          | Señores papis                                                                     | Telefe                       |
| 2017          | Un gallo para Esculapio                                                           | Telefe                       |
| 2017          | Juventud acumulada                                                                | Televisión Pública Argentina |
| 2018-Presente | La Hora del Tango                                                                 | Televisión Pública Argentina |
| 2019          | Derecho viejo                                                                     | Televisión Pública Argentina |
| 2023          | Nada                                                                              |                              |

## Filmografia
| Any  | Pel·lícula                                                  | Paper              |
| ---- | ----------------------------------------------------------- | ------------------ |
| 2020 | Karakol                                                     |                    |
| 2019 | El retiro                                                   | Rodolfo            |
| 2019 | Baldío                                                      | Ernesto            |
| 2019 | La odisea de los giles                                      | Antonio Fontana    |
| 2019 | El cuento de las comadrejas                                 | Pedro De Córdova   |
| 2019 | 4x4                                                         | Julio Amadeo       |
| 2018 | Mi obra maestra                                             | Renzo Nervi        |
| 2017 | Sólo se vive una vez                                        | Rabino Mendi       |
| 2015 | Tokio                                                       | Goodman            |
| 2012 | La suerte en tus manos                                      | Dr. Weiss          |
| 2011 | Hipólito                                                    | Ricardo Frías      |
| 2009 | Felicitas                                                   | Martín de Álzaga   |
| 2009 | Esperando la carroza 2                                      | Antonio Musicardi  |
| 2007 | Quiéreme                                                    | Polo               |
| 2004 | No sos vos, soy yo                                          | El padre de María  |
| 2003 | Tacholas, un actor galaico-argentino (documental biogràfic) | Entrevistat        |
| 2003 | Un día en el paraíso                                        | Director comercial |
| 2002 | No dejaré que no me quieras                                 | Polític            |
| 2001 | Los pasos perdidos                                          | Ernesto            |
| 2000 | Ojos que no ven                                             | Raúl               |
| 1999 | Esa maldita costilla                                        | Juan               |
| 1998 | América mía                                                 | Manuel Posse       |
| 1997 | El sueño de los héroes                                      | El mudo            |
| 1997 | La furia                                                    | Dr. Raúl Lombardi  |
| 1995 | El mundo contra mí                                          |                    |
| 1995 | De mi barrio con amor                                       | Pirucho            |
| 1995 | El verso                                                    | Juan               |
| 1994 | Una sombra ya pronto serás                                  |                    |
| 1994 | Convivencia                                                 |                    |
| 1993 | Muchas gracias maestro (Inèdita)                            |                    |
| 1990 | Cien veces no debo                                          | Julio Siri         |
| 1987 | Made in Argentina                                           |                    |
| 1986 | Seré cualquier cosa, pero te quiero                         |                    |
| 1985 | Hay unos tipos abajo                                        | Julio              |
|      | Esperando la carroza                                        | Antonio Musicardi  |
| 1984 | Darse cuenta                                                |                    |
| 1976 | Sola                                                        |                    |
|      | Juan que reía                                               | Juan Libonatti     |
| 1974 | Gente en Buenos Aires                                       |                    |
|      | La tregua                                                   | Esteban Santomé    |
|      | La Patagonia rebelde                                        | Antonio Soto       |
| 1973 | José María y María José (Una pareja de hoy)                 |                    |
|      | Paño verde                                                  | Américo            |
| 1972 | Autocine mon amour                                          |                    |
|      | La bastarda                                                 | Motoquero          |
|      | Me enamoré sin darme cuenta                                 |                    |
| 1971 | La gran ruta                                                |                    |
| 1970 | La fidelidad                                                |                    |
|      | La guita                                                    |                    |
| 1969 | El señor Presidente (no estrenada comercialment)            |                    |
| 1968 | Somos los mejores                                           |                    |
|      | Maternidad sin hombres                                      |                    |
|      | Turismo de carretera                                        |                    |
|      | Tute Cabrero                                                |                    |
| 1968 | Chúmbale (inconclusa)                                       |                    |
| 1967 | La cigarra está que arde                                    |                    |
| 1966 | Escala musical                                              |                    |

## Premis
| Any  | Premis                         | Categoria                                                | Programa                               | Resultat  |
| ---- | ------------------------------ | -------------------------------------------------------- | -------------------------------------- | --------- |
| 1970 | Premis Martín Fierro           | Millor Actor Dramàtic                                    | Las grandes novelas/Uno entre nosotros | Guanyador |
| 1991 | Premi Konex - Diploma al Mèrit | Actor de Comèdia Cinema i Teatre                         | Trajectòria dècada 1981-1990           | Guanyador |
| 1993 | Premis Martín Fierro           | Millor Actor de Comèdia                                  | Mi cuñado                              | Guanyador |
| 1994 | Premis Martín Fierro           | Millor Actor de Comèdia                                  | Mi cuñado                              | Nominat   |
| 1995 | Premis Martín Fierro           | Millor Actor de Comèdia                                  | Mi cuñado                              | Guanyador |
| 1996 | Premis Martín Fierro           | Millor Actor de Comèdia                                  | Mi cuñado                              | Nominat   |
| 2008 | Premis Martín Fierro           | Millor Actor Protagonista d'Unitari i/o Minisèrie        | Tinta argentina                        | Nominat   |
| 2011 | Premis Martín Fierro           | Millor Actor Protagonista d'Unitari i/o Minisèrie        | El hombre de tu vida                   | Nominat   |
| 2012 | Premis Tato                    | Millor Actor de Repartiment d'Unitari i/o Minisèrie      | El hombre de tu vida                   | Guanyador |
| 2012 | Premis Martín Fierro           | Millor Actor Protagonista d'Unitari i/o Minisèrie        | El hombre de tu vida                   | Nominat   |
| 2017 | Premis Tato                    | Millor Actor Protagonista d'Unitari                      | Un gallo para Esculapio                | Nominat   |
| 2017 | Premis Martín Fierro           | Millor Actor Protagonista d'Unitari i/o Minisèrie        | Un gallo para Esculapio                | Guanyador |
| 2018 | Premis Platino                 | Millor Interpretación Masculina en Miniserie o Teleserie | Un gallo para Esculapio                | Nominat   |
| 2021 | Premi Konex de Platí           | Actor de Televisió                                       | Trajectòria dècada 2011-2020           | Guanyador |